# St. Brendan's
St. Brendan's är en ort i Kanada.   Den ligger i provinsen Newfoundland och Labrador, i den östra delen av landet, 1 700 km öster om huvudstaden Ottawa. St. Brendan's ligger 19 meter över havet och antalet invånare är 147.
Terrängen runt St. Brendan's är platt. Havet är nära St. Brendan's åt nordost. Trakten är glest befolkad. Det finns inga andra samhällen i närheten. 